# NGC 5279
NGC 5279 је спирална галаксија у сазвежђу Велики медвед која се налази на NGC листи објеката дубоког неба.
Деклинација објекта је + 55° 40' 24" а ректасцензија 13h 41m 43,7s. Привидна величина (магнитуда) објекта NGC 5279 износи 14,0 а фотографска магнитуда 15,0. NGC 5279 је још познат и под ознакама UGC 8678, MCG 9-22-102, MK 271A, ARP 239, CGCG 271-58, CGCG 272-3, VV 19, KCPG 390B, 1ZW 69, PGC 48482.